# Raju Srivastav
Satya Prakash Srivastav, conosciuto professionalmente come Raju Srivastav, Raju Srivastava, Rajoo e spesso accreditato come Gajodhar (Kanpur, 25 dicembre 1963 – Nuova Delhi, 21 settembre 2022), è stato un comico e attore indiano.
Dal 2014 è stato membro attivo del partito Bharatiya Janata.

## Biografia
Nacque a Kanpur, nell'Uttar Pradesh, in una famiglia dalle inclinazioni artistiche. Suo padre Ramesh Srivastav era infatti noto per essere un poeta e si racconta che durante la sua infanzia il piccolo Satya amasse imitare le star del cinema, tra cui Amitabh Bachchan. Negli anni '80 si trasferì a Mumbai per tentare la fortuna nell'industria cinematografica hindi. Tra i film in cui ha recitato figurano Baazigar, Bombay a Goa, Aamdani Atthanni Kharcha Rupaiya. Ha partecipato alla sfida The Great Indian Laughter Challenge, classificandosi secondo. Per il suo spettacolo spin-off di The Great Indian Laughter Challenge - Champions ha vinto il titolo di "Re della commedia". Oltre a questo, era solito esibirsi in una grande varietà di spettacoli e cabaret.

## Carriera
Negli anni '80 si trasferì a Mumbai, dove iniziò ad apparire in piccoli ruoli di alcuni film di Bollywood. Comparve anche in Maine Pyar Kiya della Rajshri Productions e in altri film, tra cui Baazigar e Bombay to Goa. Nel 2001 recitò nel film Aamdani Atthanni Kharcha Rupaiya.
Nel 2005 ha partecipato al talent show The Great Indian Laughter Challenge, classificandosi secondo tra tutti i partecipanti. Successivamente ha preso parte al suo spin-off, The Great Indian Laughter Challenge – Champions, vincendo il titolo di "Re della commedia",  raggiungendo così una discreta notorietà.
Nel 2009 disse in un'intervista che la volgarità negli spettacoli comici era un tema importante per lui, ammettendo che essa gli procurasse una certa preoccupazione. Credeva che i comici dovessero stare più attenti al linguaggio che portavano in scena, cercando di controllarsi di più nell'uso di parole ed espressioni scurrili. Nello stesso anno ha partecipato alla terza stagione di Bigg Boss, la controparte indiana del Grande Fratello. Dopo essere rimasto nella casa per più di due mesi, il 4 dicembre è stato infine eliminato. Nel 2010 ha ricevuto minacce telefoniche provenienti dal Pakistan, le quali avevano lo scopo di dissuaderlo dall'ironizzare sul boss malavitoso Dawood Ibrahim e sul Pakistan in generale durante i suoi spettacoli.
Nel 2013, insieme a sua moglie, ha partecipato alla sesta stagione di Nach Baliye, un programma televisivo di danza andato in onda su StarPlus. È apparso anche in Comedy Nights with Kapil.
Nel 201 è apparso nel reality Mazaak Mazaak Mein, mentre nel 2019 ha partecipato al noto spettacolo comico Comedy Ka Maha Muqabala.

## Carriera politica
Per le elezioni del parlamentari del 2014 si è candidato con il Partito Samajwadi (SP) nel collegio elettorale di Kanpur. Tuttavia l'11 marzo 2014 ha ritirato la propria candidatura sostenendo di non ricevere abbastanza sostegno dalle sezioni locali del partito. La leadership di quest'ultimo si aspettava che lasciasse dal momento che la corsa al seggio era divenuta via via più rilevante. Conseguentemente l'SP ha ritirato la sua candidatura nel Kanpur dopo le sue dimissioni.
Dopo aver lasciato l'SP, il 19 marzo 2014 si è iscritto al partito Bharatiya Janata (BJP). Pur non essendo candidato per la camera bassa (Lok Sabha) nelle elezioni del 2014, ha comunque svolto un ruolo di supporto per i candidati del BJP in corsa alle elezioni dell'Assemblea.  Nel 2014 è stato nominato dal governo centrale brand ambassador per la campagna educativa nota come Swachh Bharat Abhiyan, registrando molti annunci pubblicitari dedicati al successo di quest'ultima.  Nel 2018 ha rivelato sui social media che avrebbe potuto candidarsi alle elezioni generali indiane del 2019 in qualità di candidato BJP per la Camera del Popolo, ma alla fine ha rifiutato.
Nel marzo 2019 è stato nominato presidente dell'Uttar Pradesh Film Development Council dal governo locale.

## Immagine pubblica
Spesso descritto come il "re della commedia",  era noto pure per la somiglianza con l'attore Amitabh Bachchan.
Nel gennaio 2021 ha pubblicato sui social un filmato in cui criticava gli sceneggiatori e gli attori della serie web Tandav per aver offeso la moralità e sensibilità indù attraverso rappresentazioni distorte e corrotte delle divinità e dei riti religiosi. In risposta, il regista Vinod Kapri ha condiviso alcuni video di spettacoli comici di Srivastav in cui aveva usato divinità indù e l'epopea sacra indiana Ramayana per i suoi sketch comici. Kapri riportò come Srivastav avesse deriso il dio Brahma e avesse scherzato sul fatto che Brahma avesse incontrato l'attore Madhuri Dixit, il quale avrebbe provocato la trasformazione della barba di Brahma, che da bianca sarebbe diventata rossa.
Dopo la sua morte, il comico Sunil Pal ha invece elogiato Shrivastav aggiungendo che "non solo ha aiutato i comici esordienti a trovare nuovi sketch, ma si è pure battuto affinché fossero pagati puntualmente e adeguatamente".

## Vita privata
Il 1 luglio 1993 Srivastav sposò Shikha Srivastav, dalla quale ebbe due figli, un maschio e una femmina.

## Morte
Il 10 agosto 2022, mentre si allenava in palestra, Raju Srivastav ha avuto un arresto cardiaco. Date le sue gravi condizioni, poco dopo è stato sottoposto ad un'angioplastica ed è stato ricoverato in rianimazione. Le sue condizioni si sono però deteriorate e i medici hanno riscontrato un'infiammazione e un gonfiore a livello cerebrale, iniziando una terapia neurologica. È deceduto la mattina del 21 settembre 2022 a Nuova Delhi.
Molte personalità come Narendra Modi, Yogi Adityanath, Rajnath Singh, Amit Shah, Ajay Devgn, Anil Kapoor, Vivek Agnihotri, Rajpal Yadav e altri hanno espresso dolore e cordoglio per la sua morte.

## Filmografia

### Film
- Tezaab (1988)[26]
- Maine Pyar Kiya (1989)[26]
- Baazigar (1993)[27]
- Mr. Azaad (1993)[28]
- Aamdani Atthani Kharcha Rupaiyaa (2001)[29]
- Waah! Tera Kya Kehna (2002)[26]
- Main Prem Ki Diwani Hoon (2003)[26]
- Big Brother (2007)[26]
- Bombay to Goa (2007)[26]
- Bhavnaon ko Samjho (2010)[28]
- Toilette: Ek Prem Katha (2017)[27]

### Televisione
- Dekh Bhai Dekh (1994, cameo)[30]
- Shaktimaan (1998–2005)[30]
- The Great Indian Laughter Challenge (2005)[27]
- Bigg Boss (2009)[31]
- Comedy Circus (2007–2014)[32]
- Raju Hazir Ho (2008–2009)[32][33]
- Comedy Ka Maha Muqabala (2011)[34]
- Nach Baliye (2013–2014)[35]
- Comedy Nights with Kapil (2013–2016)[36]
- Gangs of Haseepur (2014)[37]
- The Kapil Sharma Show (2016–2017)[38]